# Dalton City
Pour les articles homonymes, voir Dalton City (homonymie).
Dalton City est la quarante-neuvième histoire de la série Lucky Luke par Morris (dessin) et René Goscinny (scénario). Elle est publiée pour la première fois du no 441 au no 462 du journal Pilote. Puis elle est publiée en album en 1969 aux éditions Dargaud.

## Résumé
Dean Fenton raconte, en prison, comment sa ville, Fenton Town, est devenue le paradis des despérados, juste avant qu'il se fasse arrêter par Lucky Luke et soit mis en prison. Les Dalton sont très intéressés par cette histoire. Après une erreur du télégraphiste, Joe est libéré pour bonne conduite. Celui-ci fait évader ses frères afin de fonder Dalton City sur les ruines de Fenton Town.

## Personnages
Lulu Carabine : chanteuse et chef d'un groupe de danseuses travaillant pour le saloon des Dalton. Dans cet album, Joe et William Dalton ont le béguin pour elle. Lucky Luke s'en servira pour les piéger. Elle est une caricature de Mae West.

## Publication

### Revues
L'histoire est parue dans le journal Pilote, du no 441 (4 avril 1968) au no 462 (12 septembre 1968).

### Album
Éditions Dargaud, no 3, 1969.

## Adaptations
Cet album a été adapté dans la série animée Lucky Luke, diffusée pour la première fois en 1984.
Plusieurs années plus tôt, en 1964, Pierre Gripari avait écrit pour le compte de Nicolas Bataille une pièce de théâtre adaptée des personnages de Morris et intitulée Lucky Luke à Dalton City. La pièce fut finalement abandonnée, mais son synopsis réutilisé dans Texas Jim ou le coboye triste, où les personnages de Lucky Luke et des Dalton sont très reconnaissables, bien que leurs noms aient été changés pour des raisons de droits. La pièce, antérieure à l'album, présente, outre son titre, le thème d'une ville dont les Dalton auraient pris le contrôle. Les similitudes s'arrêtent cependant là, les récits de l'album et de la pièce étant très dissemblables.

## Sources
- www.bedetheque.com, « Lucky Luke » (consulté le 10 août 2008)
- www.lucky-luke.com, « Lucky Luke » (consulté le 10 août 2008)
- www.fandeluckyluke.com, « Dalton City » (consulté le 10 août 2008)